# Huis (groupe)
Pour les articles homonymes, voir Huis (homonymie).
Huis est un groupe de rock progressif canadien, originaire du Canada, originaire de Montréal, au Québec.

## Biographie
Huis est formé en 2010 à Montréal au Québec, par Michel Joncas et Pascal Lapierre. Afin de compléter la formation, William Régnier, Sylvain Descôteaux et Michel St-Père joignent le groupe par la suite. 
Le groupe sort, au début de l'année 2014, son premier album studio, intitulé Despite Guardian Angels,,, qui comprend onze morceaux. 
Huis sort son deuxième album, Neither in Heaven, le 1er mai 2016. La même année, le site web de Sorel-Tracy annonce un passage de Huis à Québec le vendredi 27 janvier 2017.

## Discographie
- 2014 : Despite Guardian Angels (Unicorn Digital)
- 2016 : Neither in Heaven (Unicorn Digital)
- 2019 : Abandoned (Unicorn Digital)
- 2024 : In the Face of the Unknown (Unicorn Digital)

## Membres

### Membres actuels
- Michel Joncas - basse, claviers
- Sylvain Descôteaux - voix, claviers
- Martin Plante - batterie, percussions
- Michel St-Père - guitare
- Johnny Maz - claviers

### Anciens membres
- Pascal Lapierre - claviers
- Benoît Dupuis - claviers
- William Régnier - batterie